# Fred Davis (locutor)
Fred Davis (10 de agosto de 1921 – 5 de julio de 1996) fue un locutor de nacionalidad canadiense, conocido principalmente por presentar para CBC Television el programa Front Page Challenge durante la casi totalidad de los 38 años de trayectoria del show.

## Biografía
Nacido en Toronto, Ontario (Canadá), en su juventud fue un trompetista que actuó en conciertos, particularmente con las bandas de Art Hallman y Howard Cable. En un momento dado de su carrera, fue director de la Teentime Orchestra en la radio CFRB. Tras servir en la Segunda Guerra Mundial, durante la cual tocó en una orquesta del ejército bajo la dirección de Robert Farnon, volvió a Toronto, donde estudió en la Lorne Greene's School of Broadcasting.
En sus primeros años en la radio trabajó para la emisora de Ottawa CFRA (AM) a partir de 1946. A principios de la década de 1950, Davis pasó a la televisión, siendo uno de los presentadores de la serie documental emitida en 1953-1954 On the Spot.
Davis empezó a presentar el concurso televisivo basado en noticias Front Page Challenge en 1957, reemplazando a Alex Barris, que había iniciado el programa ese verano. Davis permaneció en el show hasta su cancelación en el año 1995. A lo largo de su carrera presentó anuncios comerciales y diferentes programas, aunque su trabajo principal estuvo ligado a Front Page Challenge.
Fred Davis falleció en 1996, a los 74 años de edad, en el Hospital St. Michael de Toronto tras haber sufrido varios ictus. Dejó viuda a su quinta esposa, Joy Carroll Davis. Tuvo un total de dos hijos y tres hijas fruto de sus anteriores matrimonios.